# Осока прерванная
Осо́ка пре́рванная (лат. Carex divulsa) — многолетнее травянистое растение, вид рода Осока (Carex) семейства Осоковые (Cyperaceae).

## Ботаническое описание
Зелёное растение с косым коротким корневищем, образует рыхлые дерновины.
Стебли тонкие, кверху остро-шероховатые, 40—70 см высотой, окружены при основании светлыми буровато-сероватыми влагалищами листьев.
Листья плоские, возможно мягкие, 2—3 мм шириной, короче стеблей.
Соцветие прерывистое, 5—10 см длиной, внизу обычно с одной-двумя веточками из нескольких колосков. Колоски андрогинные, в числе 4—10, немногоцветковые, верхние скученные, полушаровидные, нижние — продолговатые и часто на ножке. Кроющие чешуи яйцевидные, тонкозаострённые, бледно-зелёные, с зелёным килем, короче мешочков. Мешочки плоско-выпуклые, продолговато-яйцевидные или яйцевидно-ланцетные, 3,5—4(4,5) мм длиной, перепончатые, зелёные, без жилок, с гладкой поверхностью, в зрелом состоянии слегка отклонённые от оси колоска, с явственно выраженным, средним, шероховатым, остро-двузубчатым носиком. Кроющие листья чешуевидные (нижние иногда с удлинёнными щетиновидными верхушками) или, редко узколинейные.
Плод полностью заполняет мешочек. Плодоносит в мае—июне.
Число хромосом 2n=56, 58.
Вид описан из Южной Англии.

## Распространение
Северная (юг), Атлантическая, Центральная и Южная Европа; Европейская часть России: Калининградская область; Украина: Карпаты, средняя часть бассейна Днепра, Крым; Молдавия; Кавказ; Средняя Азия: Горная Туркмения (Копетдаг: Фирюза); Западная Азия: Турция, Сирия, Ливан, Северный Иран, Северный Ирак; Северная Америка (заносное); Северная Африка; Австралия: Виктория (заносное).
Растёт в лиственных лесах, по опушкам, обычно посклонам гор и холмов.